# سدهانت
سدهانت واژه ای است سانسکریت به معنای دکترین یا سنت و نشان دهنده نگرش ویژه ای در مکتب فلسفی هند می‌باشد.
اگر از منظر ستاره‌شناسی به این واژه پرداخته گردد معلوم می‌شود که ستاره‌شناسی اولیه هند از طریق سدهانت‌ها، حفظ شده و منتقل گردیده است. مهم‌ترین این سدهانت‌ها عبارتند از: پنج سدهانتیکا اثر واراهامیهرا در قرن ششم میلادی، سوریا سدهانتا، پاییتاماها سدهانتا، پائولیشا، روماکا سدهانتا (که مستقیماً بر مبنای ستاره‌شناسی یونانی بنا شده است) و بالاخره واسیشتا سدهانتا.